# ポルトガル海上帝国

ポルトガル帝国
Império Português (ポルトガル語)

世界でかつてポルトガル帝国の一部だった地域

| 先代 | 次代 |
| --- | --- |
| ポルトガル王国 アメリカ先住民 コンゴ王国 モノモタパ王国 キルワ王国 マラビ王国 カアブ帝国 植民地化以前のティモール 明 グジャラート・スルターン朝 コーッテ王国 ジャフナ王国 マラッカ王国 ビジャープル王国 リオ・デ・ラ・プラタ副王領 | ポルトガル第一共和政 ブラジル帝国 アンゴラ人民共和国 モザンビーク人民共和国 ギニアビサウ カーボベルデ サントメ・プリンシペ 東ティモール マカオ 自由ダードラーおよびナガル・ハヴェーリー インド オランダ領セイロン サン・ジョアン・バプティスタ・デ・アジュダ スペイン領ギアナ オランダ領マラッカ |

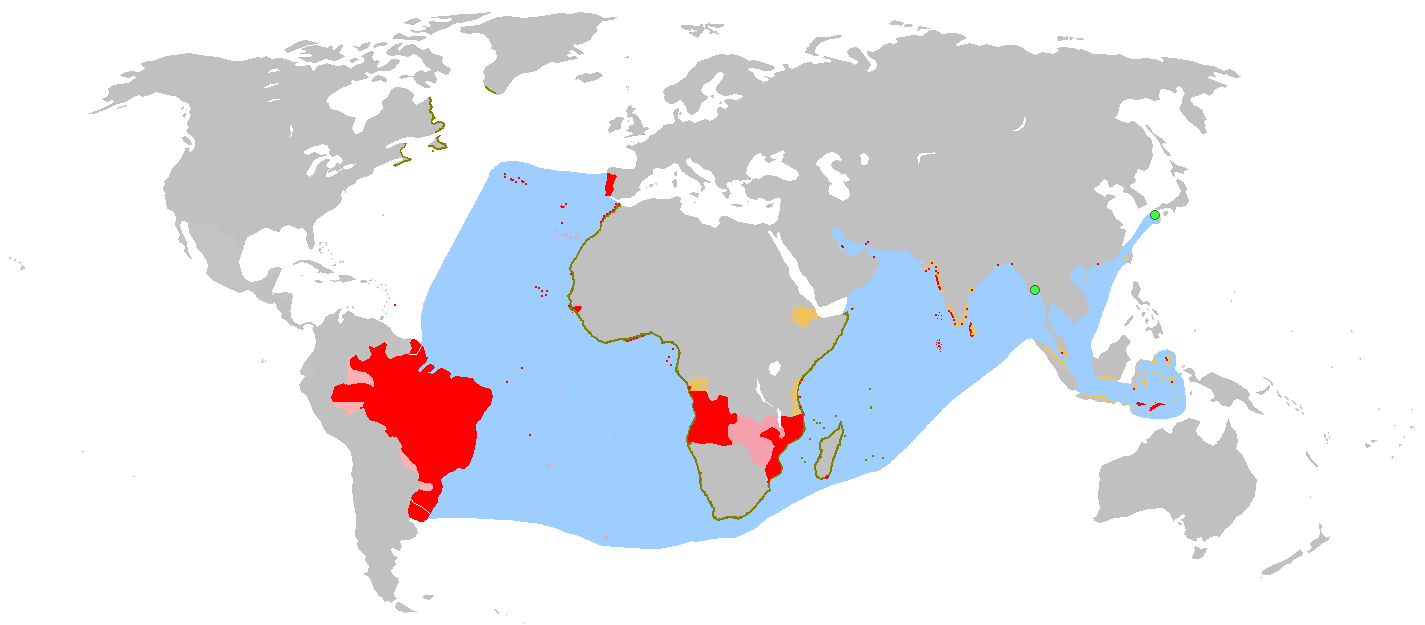
1410年から1999年までにポルトガルが領有したことのある領域（赤）、ピンクは領有権を主張したことのある領域、水色は大航海時代に探索、交易、影響が及んだ主な海域。

ポルトガル海上帝国（ポルトガルかいじょうていこく、ポルトガル語: Império Português）は、15世紀以来ポルトガル王国が海外各地に築いた植民地支配及び交易体制の下で栄えた時期を指す。新大陸発見後はトルデシリャス条約によりスペインと世界を二分した。領域支配より交易のための海上覇権が中心であったので、このように呼ばれる（オランダ海上帝国も同様である）。それゆえ、既存の大国であったアステカ帝国やインカ帝国の、それぞれの中心地域であったメキシコおよびペルーにおける領域支配を中心としたスペインの場合は、とくに「海上帝国」とは言わない（スペイン帝国）。
世界史上における長命な帝国のひとつであり、1415年のセウタ占拠から1999年のポルトガル領マカオ返還に至るまで、ほぼ6世紀にわたって君臨した。16世紀初頭からは、南北アメリカやアフリカ、アジア、オセアニアなど世界中の様々な地域にその版図を広げ、拠点を築き上げた。

## 概説

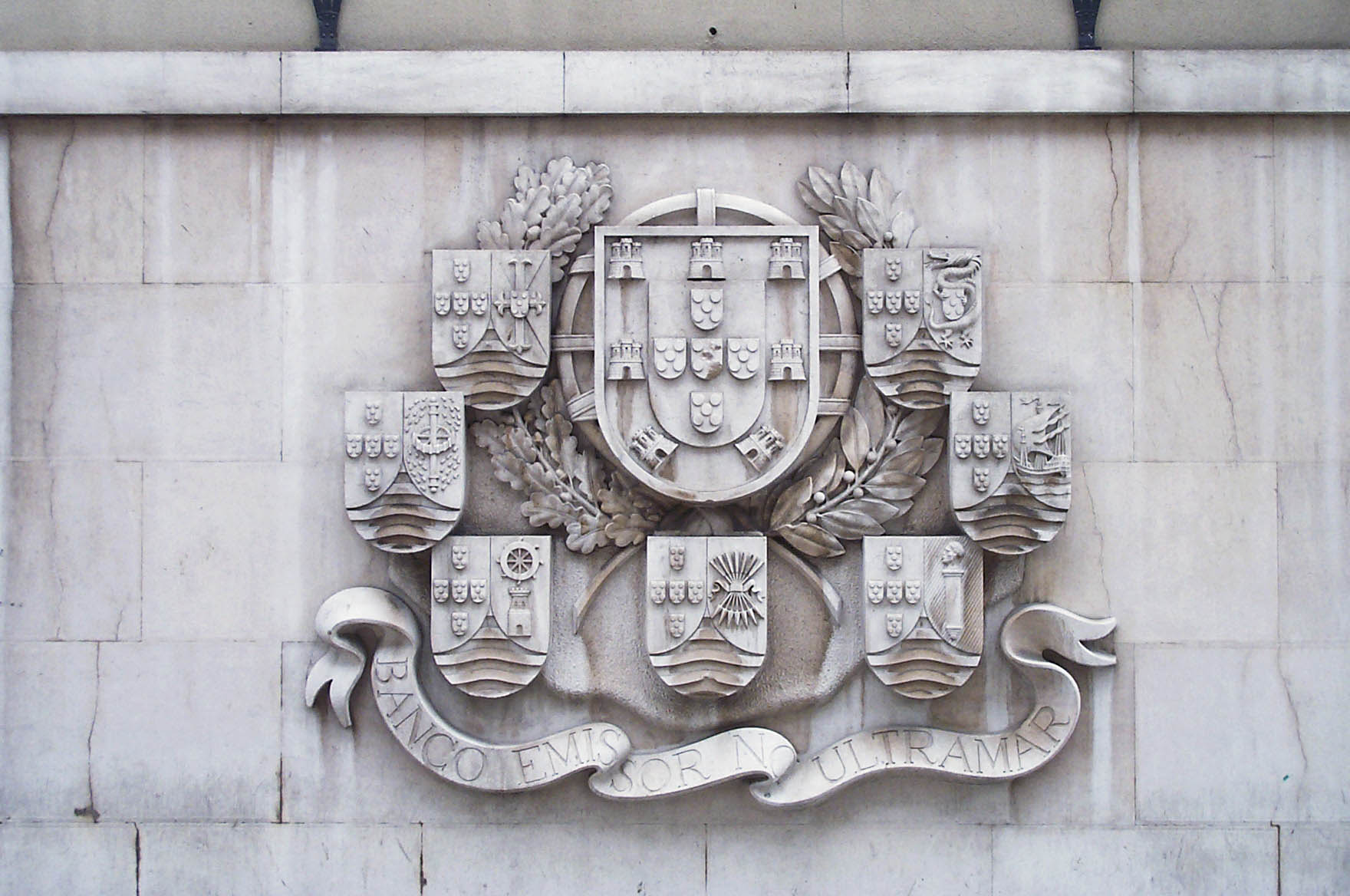
ポルトガルの海外銀行 (Banco *Nacional Ultramarino) のためのアートワークの部分: ポルトガル帝国の植民地の象徴。リスボン。

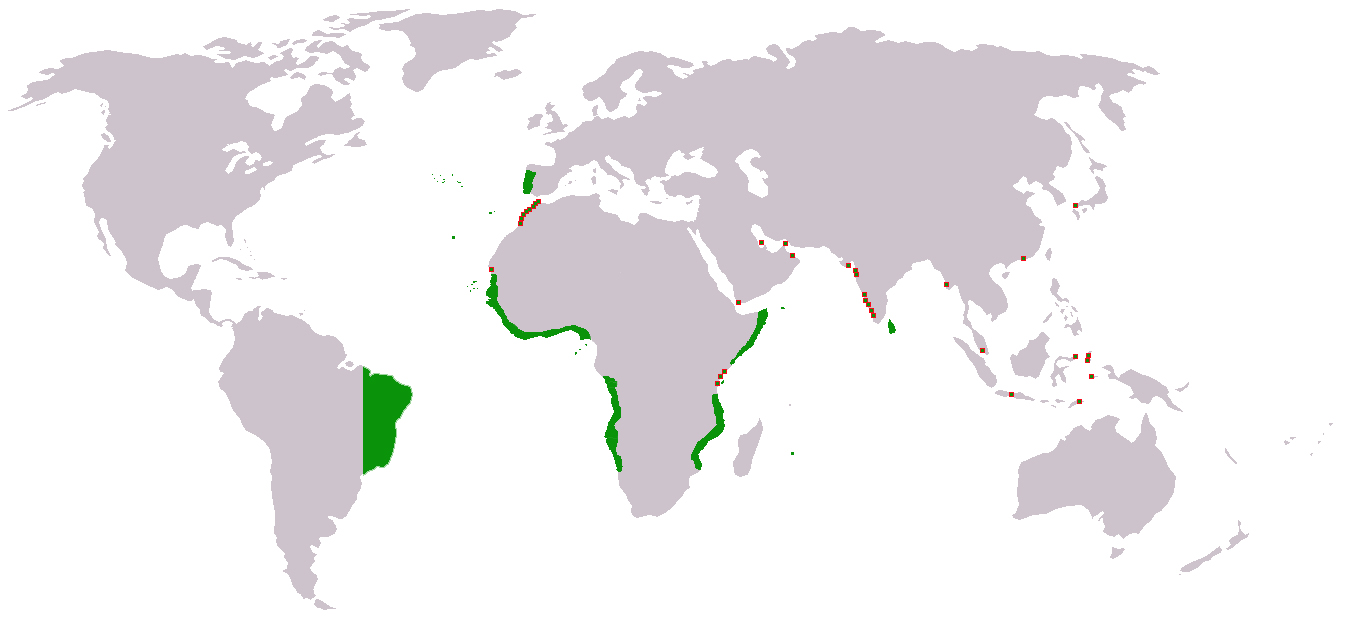
16世紀のポルトガル領。

### ポルトガルの海上発展の礎
1488年にアフリカ大陸南端に到達したポルトガルは東洋の香料貿易独占とキリスト教布教を目的としてインド洋に進出、沿岸各地に拠点を築いてムスリムと戦い、インド洋の覇権を握った。このため、エジプトのマムルーク朝などイスラム勢力から香料を仕入れて欧州での供給を独占していたヴェネツィア共和国の経済は大打撃を蒙った。ポルトガルはさらにマレー半島における香料貿易の重要な中継地であったマラッカ占領以後、東南アジアや東アジアにまで貿易網を拡大し、世界的な交易システムを築き上げた。

### 抗争と衰退
しかし17世紀に入ると、新教国オランダやイギリスも七つの海に進出を始め、ポルトガルと競合するようになる。特にオランダはスペインに対する独立戦争を展開しており、当時スペインと同じ君主を戴いていたポルトガルのガレオン船を拿捕したり、マラッカなどのポルトガル植民地を占領して行った。日本の禁教と鎖国も新教国オランダの反ポルトガル陰謀の結果であると言えなくもない。このため17世紀後半以後ポルトガルのアジア貿易は衰退したが、南米大陸ブラジルの植民に力を注ぎ、18世紀にはブラジルで金が盛んに産出されてポルトガルは再び黄金時代を迎えることになる。しかし、1703年にイギリスと結んだメシュエン条約は結果として金の流出を招き、ポルトガル本国はそれ程経済的な恩恵を得る事が出来なかった（非公式帝国）。
19世紀になるとブラジルの金生産も低迷し、ブラジル植民地自体が独立を達成してポルトガルから離れていく。ナポレオン戦争後はイギリス帝国が世界の海に覇権を唱え、ポルトガルに残されたのは旧時代の名残りともいえるアンゴラ、モザンビークなどのアフリカ植民地とインドのゴアとディウ、マカオとティモールなどだった。
これらの植民地も第二次世界大戦後、1960年代に独立戦争が勃発した（マカオの場合は一二・三事件による中国とポルトガルの取引で戦火を逃れたが、インドの植民地は1961年12月にインド軍の武力侵攻により制圧された）。最終的に1974年のカーネーション革命をきっかけにしてポルトガルはこれらの植民地の独立を承認した。

## 財政、金融
ポルトガルの東インド貿易は、名目上は全てポルトガル王室の事業だったが、単独で人員と船を継続するのは人口と王室の財政規模から不可能だった。そのためイタリア系やドイツ系の金融援助を受けて進められた。16世紀後半からは、ジェノヴァ共和国のサン・ジョルジョ銀行から融資を受けていた。リスク管理のために複数の人間が共同出資するコンパーニアや、高利の海上貸付であるレスポンデンシアが行われていた。ポルトガルはカトリック教国であり、教会法ではウスラによって高利が禁じられていた。このためカトリック教徒の間では、海上貸付は海上保険の名目で扱われた。

## 貿易体制
当時のポルトガルの貿易は、主に4種類に分けられる。
(1) 喜望峰を通ってポルトガルとインド洋を結ぶ王室事業
この貿易では、王室と契約をした船が用いられた。

(2) 王室と、王室の許可を受けた船が特定の時期と地域で行う貿易
明時代の中国、日本、シャム、ベンガル、コロマンデルなどで行われ、貿易の権利は売却されて個人貿易にも用いられるようになった。

(3) 非公式な私貿易
正式な貿易は王室または王室の許可が必要であったが、合法ではない貿易を始める者も多数にのぼった。ポルトガル人の中には、現地の商人と協力して貿易をしたり、海賊行為を行う者もいた。

(4) カルタスを用いる貿易
ゴアの副王や各地のカピタンが通行証としてカルタスを発行して、船長名、船の情報、乗組員の情報を記録した。カルタスを持つ船は安全を保障される代わりに、ポルトガル要塞への寄港と納税が義務づけられた。カルタスを持たない船がポルトガル船に拿捕された時は生命の保障がなかった。

## 主要年表
- 1415年 - 北アフリカのセウタ征服
- 1419年 - マデイラ諸島に到達
- 1427年 - アゾレス諸島に到達
- 1444年 - カーボベルデ、ヴェルデ岬、ゴレ島に到達
- 1445年 - 西アフリカのアルギン島に商館設立
- 1480年 - ポルトガル人、西アフリカ内陸のマリ王国トンブクトゥに達する
- 1482年 - 西アフリカ黄金海岸に要塞建設
- 1488年 - バルトロメウ・ディアス、喜望峰を回航
- 1490年 - アンゴラ海岸部ルアンダに植民（奴隷貿易の拠点）
- 1494年 - トルデシリャス条約
- 1498年 - ヴァスコ・ダ・ガマ艦隊インドのカリカット（コーリコード）に到着
- 1500年 - インドに向かっていたペドロ・アルヴァレス・カブラル艦隊、ブラジルに漂着
- 1505年 - 東アフリカのソファラとキルワ島に要塞建設
- 1507年 - 東アフリカのモザンビーク島に要塞建設。ホルムズ島占領（ホルムズ占領 (1507年)）
- 1508年 - マムルーク朝エジプト艦隊、チャウル沖でポルトガル艦隊を破る（チャウルの戦い）
- 1509年 - ポルトガル艦隊、ディーウ沖でエジプト艦隊を撃破（ディーウ沖の海戦）
- 1510年 - アフォンソ・デ・アルブケルケ、インドのゴア占領（ポルトガルによるゴア占領）
- 1511年 - アルブケルケ、マラッカ占領（en:Capture of Malacca (1511)）
- 1513年 - ポルトガル人初めて中国の広東に来航
- 1515年 - アルブケルケ、ペルシャ湾岸ホルムズ占領
- 1517年 - トメ・ピレス（英語版）の使節団、北京入り（後、投獄される）
- 1518年 - セイロン島のコロンボに要塞建設
- 1520年 - 小スンダ列島のティモール島に来航、領有宣言する
- 1526年 - カリカット占領（en:Fall of Calicut (1526)）
- 1531年 - Battles at Chaliyam Fort（en:Vettattnad#Battles at Chaliyam Fort）
- 1537年 - インドのディーウ[9]獲得
- 1538年 - ポルトガル艦隊、オスマン帝国艦隊をディーウ沖で撃破（en:Siege of Diu）
- 1543年 - ポルトガル船が日本に漂着（鉄砲伝来）
- 1549年 - フランシスコ・ザビエル、日本到着。その後、日本の平戸や豊後で南蛮貿易が開始されてゆく
- 1549年 - 初代ブラジル総督トメ・デ・ソウザ（英語版）がブラジルに着任、首都サルヴァドール・ダ・バイーアを建設
- 1552年 - オスマン帝国とのホルムズ戦役
- 1557年 - マカオの一部地域での居留を明王朝が許可（ポルトガル領マカオ）
- 1571年 - 長崎に商館設立
- 1578年 - アルカセル・キビールの戦い
- 1580年 - ポルトガル本国、ハプスブルク家のスペイン王の支配下に入る（ポルトガル継承危機（英語版））
- 1586年 - ティモール島を占拠
- 1599年 - ビルマ傭兵となっていたポルトガル人フェリペ・デ・ブリト（英語版）、シリアムを支配（ - 1613年）
- 1602年 - オランダ・ポルトガル戦争（英語版）（ - 1663年）
- 1630年 - オランダ、ブラジル北東部占領（ - 54年）
- 1639年 - 日本、ポルトガル船の来航を厳禁
- 1640年 - ポルトガル本国、スペインの支配から離脱（ポルトガル王政復古戦争）
- 1641年 - オランダ、マラッカ占領。オランダ、アンゴラ海岸部ルアンダ占領
- 1648年 - ブラジル植民地軍、ルアンダ奪回、アンゴラ内陸部へ侵攻
- 1658年 - オランダ、セイロン占領
- 1661年 - ハーグ講和条約でオランダがブラジル北東部とアンゴラから撤退
- 1703年 - イギリスとメシュエン条約。イギリスに経済的な従属を強いられる（非公式帝国の傘下）
- 1750年代 - ブラジルの金生産絶頂期
- 1763年 - ブラジル植民地首府がサルヴァドール・ダ・バイーアからリオデジャネイロに移転
- 1808年 - ナポレオン戦争のため、ポルトガル宮廷がリオデジャネイロ遷都
- 1815年 - ポルトガル・ブラジル及びアルガルヴェ連合王国成立
- 1821年 - ポルトガル宮廷リスボン帰還
- 1822年 - ブラジル独立（ブラジル帝国）
- 1849年 - ポルトガル、マカオの植民地化にむけて清への支払い停止
- 1860年 - 1859年のリスボン条約をうけて、ティモール島西部をオランダに割譲
- 1887年 - 清国と中葡和好通商条約を締結、澳門（マカオ）が割譲される
- 1942年 - 日本軍、ティモール全島を占領（ - 45年）
- 1943年 - 日本軍、中立港マカオを保護領化（ - 45年）
- 1954年 - インドの民族義勇団（RSS）がダードラー・ナガルハヴェーリーを占領[10]
- 1961年 - インド軍がゴア、ダマン[11]、ディウを占領。ポルトガル領アンゴラでアンゴラ独立戦争が始まる。ダオメー軍サン・ジョアン・バプティスタ・デ・アジュダを占領[12]。
- 1962年 - ポルトガル領ギニアでギニアビサウ独立戦争が始まる
- 1964年 - ポルトガル領モザンビークでモザンビーク独立戦争が始まる
- 1974年 - カーネーション革命によりエスタド・ノヴォが崩壊。新政権は植民地独立を確約する
- 1975年 - アフリカ植民地が独立（アンゴラ、モザンビーク、ギニアビサウ、カーボ・ヴェルデ、サントメ・プリンシペ）、ポルトガル領ティモールが独立を宣言
- 1976年 - インドネシアが東ティモール併合（東ティモール紛争化）
- 1999年 - マカオが中国に返還される（事実上の最後の植民地を喪失）
- 2002年 - ポルトガルが東ティモール独立承認（最後の植民地を公式に喪失）